# Raduan Nassar
Raduan Nassar (n. 27 noiembrie 1935, Pindorama, São Paulo, Brazilia)  este un scriitor brazilian. Fiu al unor emigranți libieni, s-a mutat în São Paulo pe când era adolescent. A studiat Dreptul și Filozofia la una dintre cele mai importante universități din Brazilia, Universitatea din São Paulo. În 1970, a scris Um Copo de Cólera, publicată în 1978. Debutul său literar a avut loc în 1975, când a fost publicată Lavoura Arcaica. Cinematografia braziliană a adaptat ambele cărți. În 1997 a fost publicată Menina a Caminho, o carte de povestiri scurte scrisă în perioada anilor '60-'70.
În ciuda criticilor pozitive, Nassar s-a oprit din scris în 1984, spunând ca și-a pierdut interesul pentru literatură și că dorește să lucreze în agricultură. Ca proprietar de pământ, Nassar s-a dedicat comerțului agricol până în 2011, când și-a donat întreaga fermă Universității Federale din São Carlos, cu condiția să devină un nou campus. A donat mare parte din proprietățile sale, mare parte mergând spre caritate, retrăgându-se la o mica ferma.
În 2016, Nassar a fost declarat cîștigător al Premiului Camões, cel mai prestigios premiu al literaturii de limba portugheză.